# Hans (Marne)
Hans és un municipi francès, situat al departament del Marne i a la regió del Gran Est. L'any 2007 tenia 153 habitants.

## Demografia

### Població
El 2007 la població de fet de Hans era de 153 persones. Hi havia 68 famílies, de les quals 20 eren unipersonals (12 homes vivint sols i 8 dones vivint soles), 24 parelles sense fills i 24 parelles amb fills.
La població ha evolucionat segons el següent gràfic:
Habitants censats

### Habitatges
El 2007 hi havia 72 habitatges, 66 eren l'habitatge principal de la família, 3 eren segones residències i 3 estaven desocupats. 71 eren cases i 1 era un apartament. Dels 66 habitatges principals, 60 estaven ocupats pels seus propietaris, 1 estava llogat i ocupat pels llogaters i 5 estaven cedits a títol gratuït; 1 tenia una cambra, 3 en tenien dues, 8 en tenien tres, 14 en tenien quatre i 40 en tenien cinc o més. 53 habitatges disposaven pel capbaix d'una plaça de pàrquing. A 29 habitatges hi havia un automòbil i a 29 n'hi havia dos o més.

### Piràmide de població
La piràmide de població per edats i sexe el 2009 era:
| Homes | Edats   | Dones |
| ----- | ------- | ----- |
| 0     | 95 o +  | 0     |
| 0     | 90 a 94 | 0     |
| 0     | 85 a 89 | 0     |
| 0     | 80 a 84 | 0     |
| 8     | 75 a 79 | 4     |
| 8     | 70 a 74 | 8     |
| 4     | 65 a 69 | 0     |
| 4     | 60 a 64 | 8     |
| 4     | 55 a 59 | 8     |
| 4     | 50 a 54 | 4     |
| 4     | 45 a 49 | 0     |
| 4     | 40 a 44 | 4     |
| 12    | 35 a 39 | 4     |
| 4     | 30 a 34 | 4     |
| 0     | 25 a 29 | 0     |
| 8     | 20 a 24 | 0     |
| 4     | 15 a 19 | 8     |
| 0     | 10 a 14 | 8     |
| 0     | 5 a 9   | 0     |
| 0     | 0 a 4   | 0     |

## Economia
El 2007 la població en edat de treballar era de 85 persones, 65 eren actives i 20 eren inactives. De les 65 persones actives 63 estaven ocupades (33 homes i 30 dones) i 2 estaven aturades (2 dones i 2 dones). De les 20 persones inactives 8 estaven jubilades, 6 estaven estudiant i 6 estaven classificades com a «altres inactius».

### Ingressos
El 2009 a Hans hi havia 66 unitats fiscals que integraven 155 persones, la mediana anual d'ingressos fiscals per persona era de 22.037 €.

### Activitats econòmiques
Dels 2 establiments que hi havia el 2007, 1 era d'una empresa de comerç i reparació d'automòbils i 1 d'una empresa immobiliària.
L'any 2000 a Hans hi havia 11 explotacions agrícoles que ocupaven un total de 1.562 hectàrees.

## Poblacions més properes
El següent diagrama mostra les poblacions més properes.